# Noravank SC
El Noravank SC (en armenio: Նորավանք մարզական ակումբ) es un equipo de fútbol de Armenia que juega en la Liga Premier de Armenia, la primera división de fútbol del país.

## Historia
Fue fundado en el año 2020 en la ciudad de Vayk como participante de la Primera Liga de Armenia en la temporada 2020/21.
En su primera temporada fue eliminado en la primera ronda de la Copa de Armenia y terminó en tercer lugar de la segunda división, logrando el ascenso a la Liga Premier de Armenia para la temporada 2021/22.